# Sami Tajeddine
Sami Tajeddine (10 de junho de 1982) é um futebolista profissional marroquino que atua como meia.

## Carreira
Sami Tajeddine representou a Seleção Marroquina de Futebol nas Olimpíadas de 2004.